# التجمع الوطني للديمقراطية (مالي)
التجمع الوطني للديمقراطية (بالفرنسية: Rassemblement national pour la démocratie)‏ كان حزبًا سياسيًا في مالي بقيادة عبد الله جاربا تابو.

## التاريخ
تأسس الحزب في 25 يوليو 1997،  وفاز بمقعد واحد في الانتخابات البرلمانية في ذات العام. بالنسبة لانتخابات عام 2002، كان جزءًا من تحالف التقارب للتناوب والتغيير، الذي فاز بعشرة مقاعد. 
شهدت انتخابات عام 2007 انضمام الحزب إلى التحالف للديمقراطية والتقدم، وفاز بمقعد واحد حيث فاز التحالف بأغلبية كبيرة في الجمعية الوطنية. 
في 29 أبريل 2008 اندمج الحزب في التحالف للديمقراطية في مالي. 